# 西蒙·辛格
西蒙·辛格（英語：Simon Singh，1964年9月19日—），印度裔，是一位英国科普作家和理论物理学家。

## 生平
本科毕业于伦敦帝国学院，博士毕业于剑桥大学，主要作品有《费马大定理：一个困惑了世间智者358年的谜》（Fermat's Enigma: The Epic Quest to Solve the World's Greatest Mathematical Problem，1997）、《大爆炸简史》（Big Bang: The most important scientific discovery of all time and why you need to know about it，2004）等。